# Georg Ehlers
Georg Heinrich Ehlers (* 17. März 1890 in Inowrazlaw; † 18. April 1972 in Unterliederbach) war ein deutscher Bauingenieur. Er war Ingenieur bei Wayss & Freytag.

## Leben
Ehlers, Sohn des Gerichtssekretärs Johann und der Ludwika Philipine Ehlers, geb. Szartowicz, studierte 1908 bis 1913 Bauingenieurwesen an der TH Berlin-Charlottenburg mit dem Abschluss als Diplomingenieur. Er war Oberingenieur bei der Firma Wayss & Freytag und leitete zunächst das Konstruktionsbüro in Berlin und dann das in Frankfurt. Ab 1946 war er selbständiger Prüfingenieur (besonders Baudynamik wie Schwingungen von Turbinenfundamenten) und hatte ein Ingenieurbüro in Frankfurt (zuletzt mit Ludwig Cezanne).
1936 erhielt er einen Lehrauftrag für Eisenbetonbau an der TH Darmstadt, an der er zuvor promoviert wurde.
1951 bis 1968 gab er den Beton-Kalender heraus.

## Schriften (Auswahl)
- Baubeschläge aus heimischen Werkstoffen. VDI Verlag, Berlin 1936.
- Die Clapeyronsche Gleichung als Grundlage der Rahmenberechnung. 3. Auflage. Ernst & Sohn, Berlin 1950 (zuerst Deutsche Bauzeitung, 1924)